# Вятровець (Великопольське воєводство)
Вятровець (пол. Wiatrowiec, нім. Eichwald) — село в Польщі, у гміні Вонґровець Вонґровецького повіту Великопольського воєводства.
Населення — 224 особи (2011).
У 1975-1998 роках село належало до Пільського воєводства.

## Демографія
Демографічна структура станом на 31 березня 2011 року:
|          | Загалом | Допрацездатний вік | Працездатний вік | Постпрацездатний вік |
| -------- | ------- | ------------------ | ---------------- | -------------------- |
| Чоловіки | 123     | 31                 | 90               | 2                    |
| Жінки    | 101     | 20                 | 71               | 10                   |
| Разом    | 224     | 51                 | 161              | 12                   |